# Cryptanthus bromelioides
Cryptanthus bromelioides är en gräsväxtart som beskrevs av Christoph Friedrich Otto och Albert Gottfried Dietrich. Cryptanthus bromelioides ingår i släktet Cryptanthus, och familjen Bromeliaceae. Inga underarter finns listade i Catalogue of Life.

## Bildgalleri

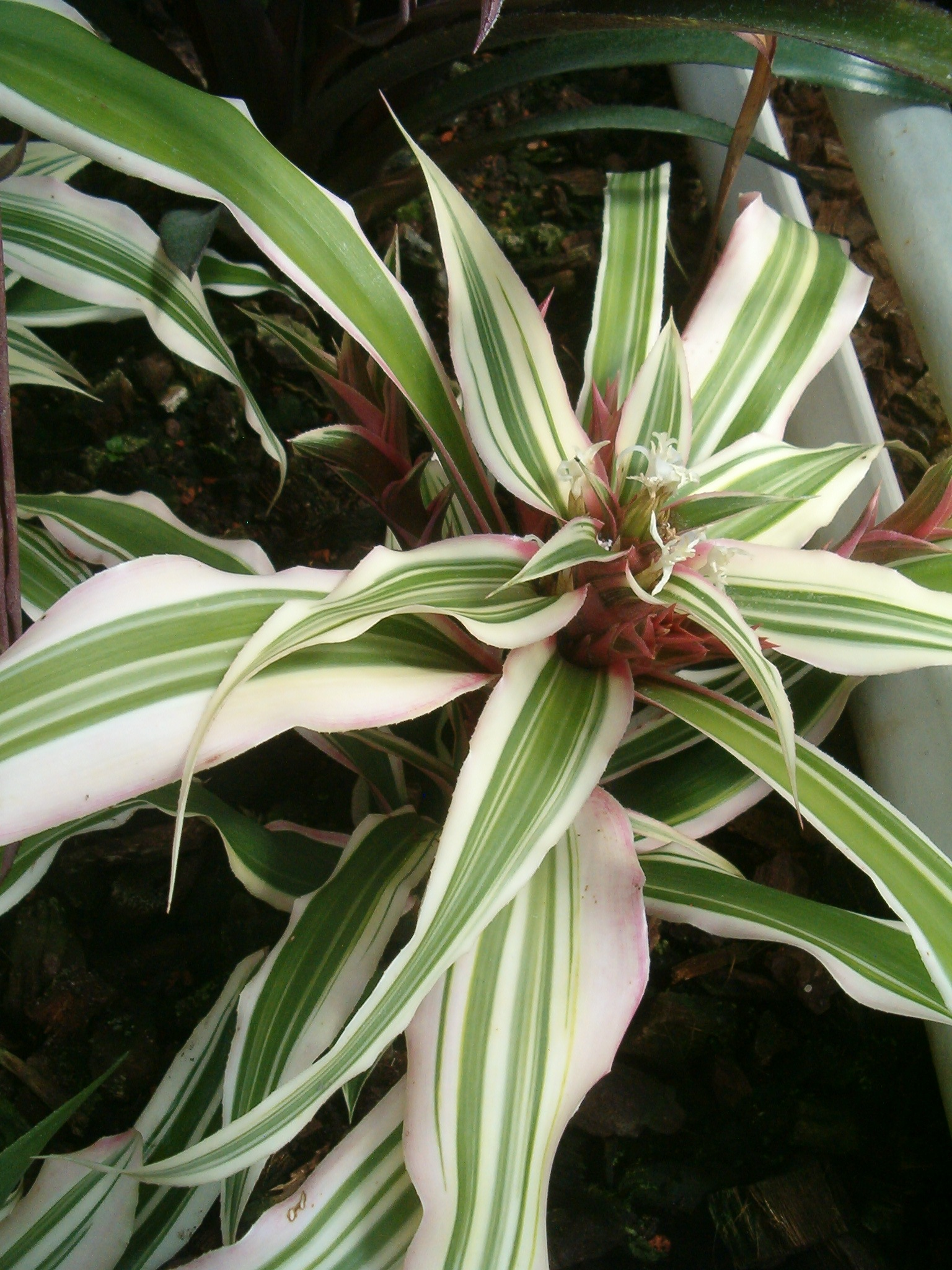
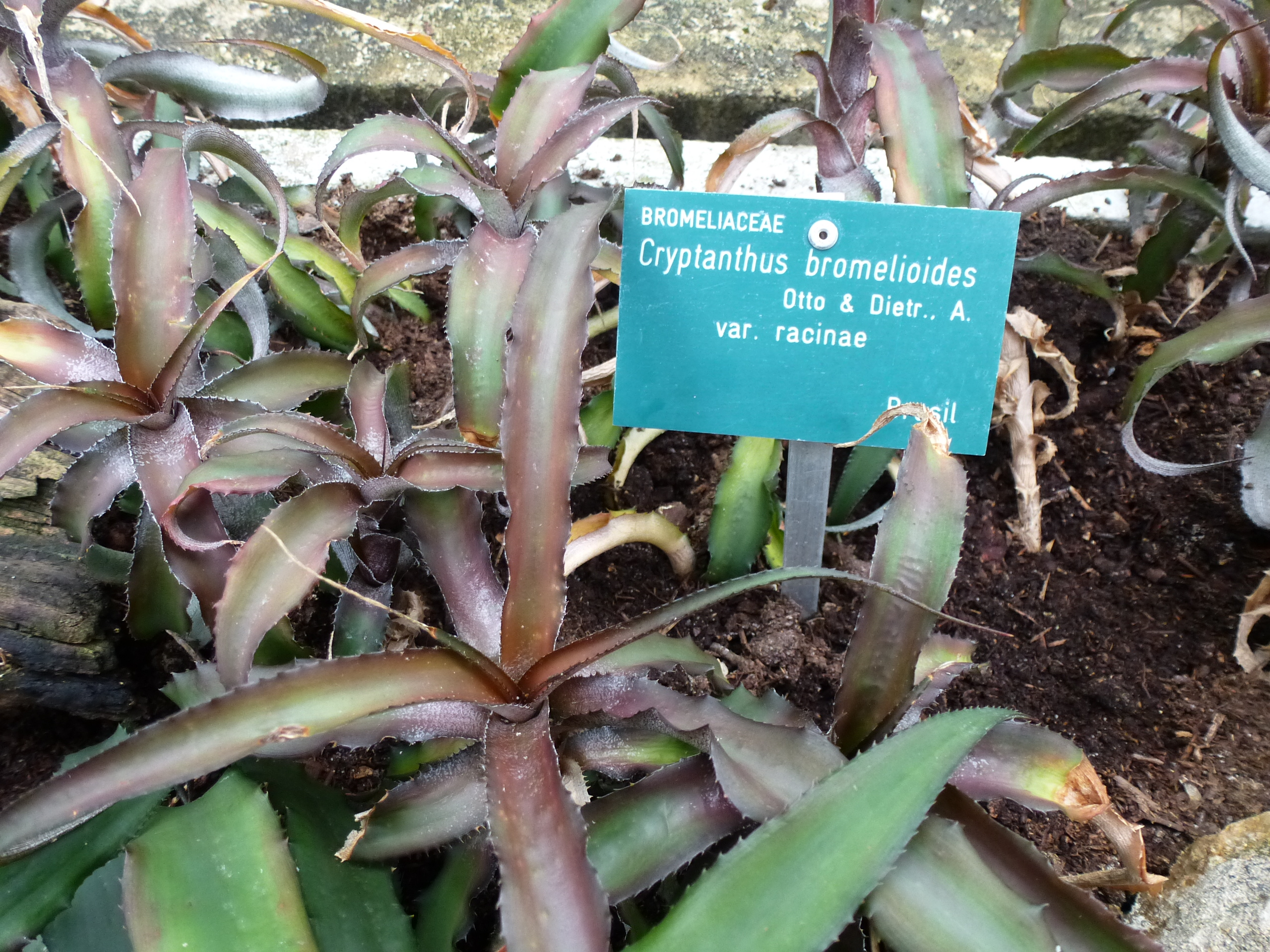
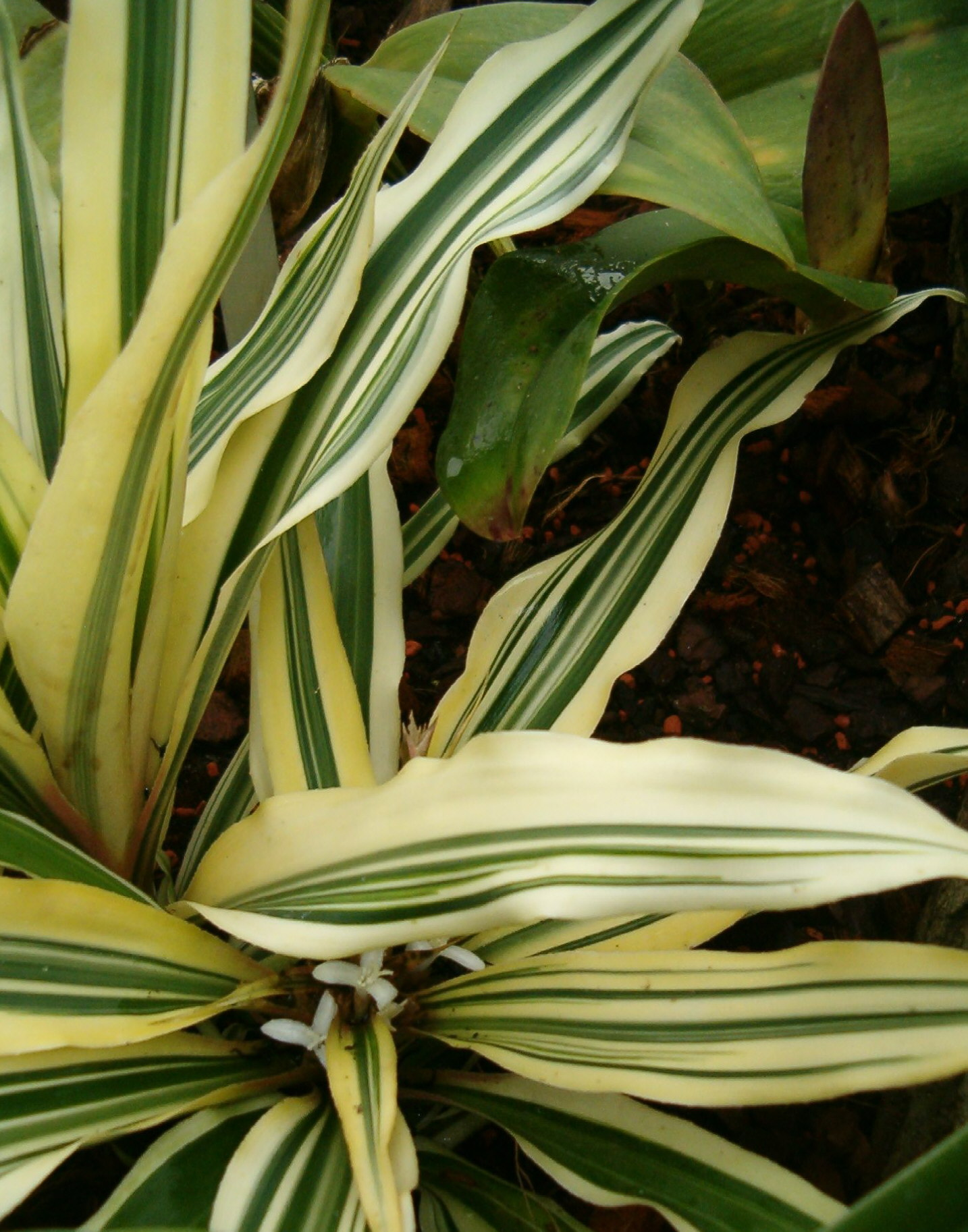
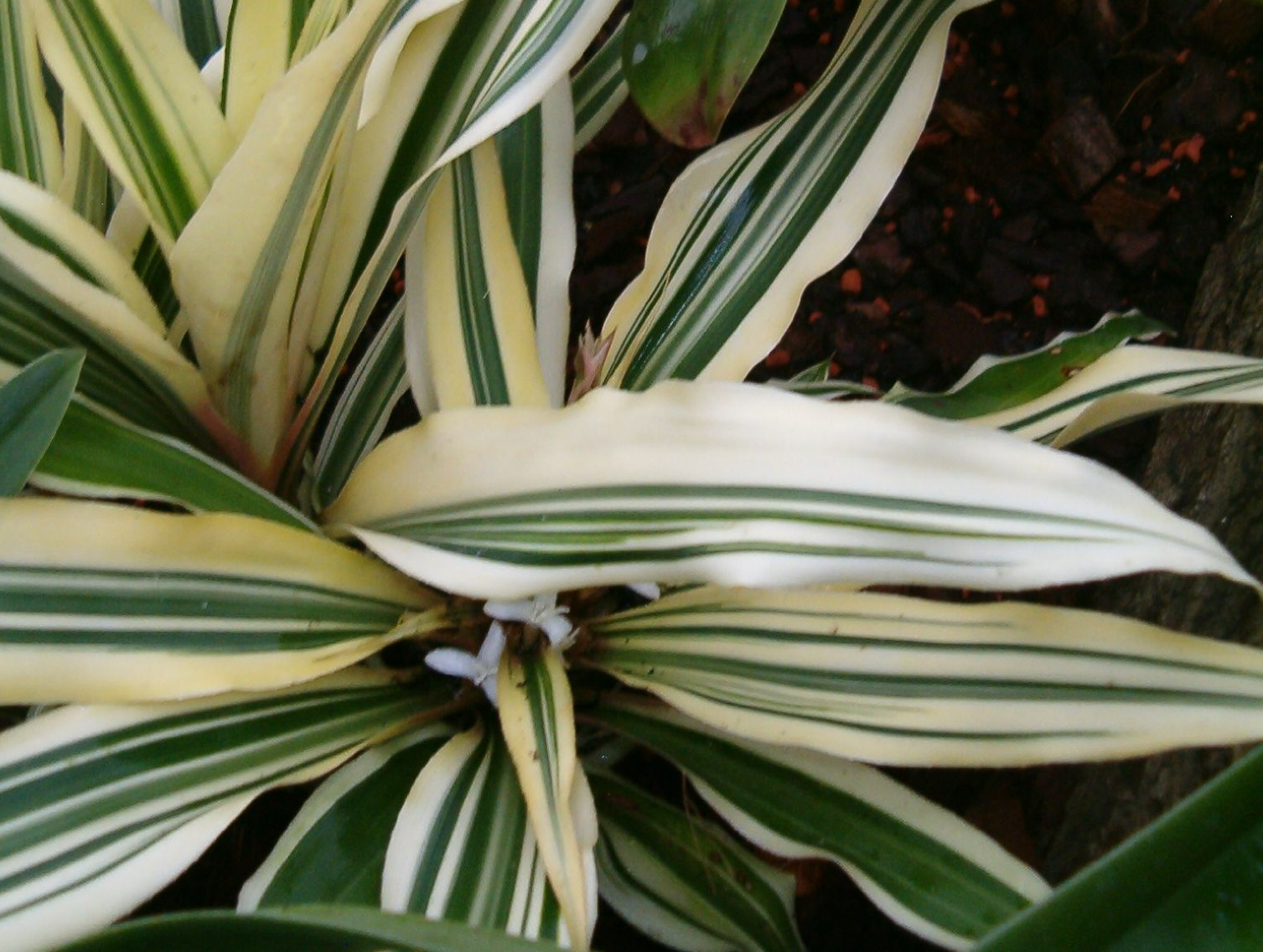